# 風味堂 (アルバム)
風味堂（ふうみどう）は風味堂のメジャー1stアルバムであり、インディーズ時代から通して初のフルアルバムである。2005年6月22日リリース。

## 内容
- 前作からアルバムという形態としては2年ぶりの作品。
- 収録曲の多くはライブでお披露目になった新曲で、今回フルアルバムと言う形でCDになった楽曲が多い。
- アルバムのブックレットには1曲1曲にそれぞれ一言コメント（というより殆どギャグ）が載せられている。
- 「ナキムシのうた」のB面｢酒｣、「楽園をめざして」のB面｢君が生まれたその喜びを今夜僕らは歌にしよう｣、｢ライブがはじまる｣は本作に未収録となっている。

## 収録曲
※は初回盤のみ収録
1. もどかしさが奏でるブルース
2. ナキムシのうた
2ndシングル
この曲が全国のFM局で話題になり、またスペースシャワーのパワープッシュになるなどして一気に知名度が上がった。
3. 楽園をめざして
3rdシングル
夏をイメージしたボッサ調の楽曲でJALのタイアップが付いて2006年終盤ごろまでラジオCMでは使用されていた。
4. イイ女
5. 眠れぬ夜のひとりごと
1stシングル
6. ねぇ愛しい女よ
7. FUNNY JOURNEY〜渚の吐息〜
8. 真夏のエクスタシー
インディーズ時代に限定販売されたシングル。ここで初アルバム化となる。楽曲自体は前作『Sketchbook』収録のエクスタシーのアレンジ。出身地である福岡の中洲をテーマにした歌。
9. 笑ってサヨナラ
10. 散歩道(Walkin' Horns)
11. ゆらゆら
ライブで既に何度も披露されていた楽曲であったがここで初CD化。よくライブのラストに歌われることが多い。アルバム発売直前のライブでは｢みんなにありがとう｣というタイトルで曲紹介をしていたことがある。のちにテレビ朝日系ドラマ『零のかなたへ〜THE WINDS OF GOD〜』の主題歌として起用される。また多和田えみがメジャーデビューアルバムでゆらゆらをカバーした。

1. Swinging Road(Live at B．Y．G)※

## 演奏
- 渡和久
  - Vocal, Acoustic Piano
  - Chorus (#1.2.3.5.7.9.10.11)
  - Prepared Piano Solo (#2)
  - Keyboard (#4.9)
  - Mini Moog (#6.7)
  - Clavinet (#7)
  - Fender Rhodes (#7)
  - Clap (#2.10)

- 中富雄也
  - Drums, Chorus (#1-5.7-11)
  - Percussion (#6)
  - Clap (#2.10)

- 鳥口 JOHN マサヤ
  - Electric Bass
  - Chorus (#1-5.7-11)
  - Clap (#2.10)

- 森俊之
  - Produce, Arrangement (#2.3.7)
  - Horn Arrangement (#3)
  - Hammond Organ (#2)
  - Percussion Programming (#3)
  - All Programming, Pro Tools Editing (#7)
- 中野勇介：Flugelhorn (#3)
- 武嶋聡
  - Horn Arrangement (#4.5.8.10)
  - Flute (#3)
  - Tenor Sax (#3.5.8.10)
  - Soprano Sax (#4)
  - Clap (#10)
- 五十嵐誠
  - Trombone (#3.4.5.8.10)
  - Clap (#10)
- 島裕介：Trumpet (#5.8)
- 後関好宏
  - Baritone Sax (#8.10)
  - Clap (#10)
- SHIFO：Chorus (#8)
- 山縣賢太郎：Trumpet, Clap (#10)